# Augusto Conte

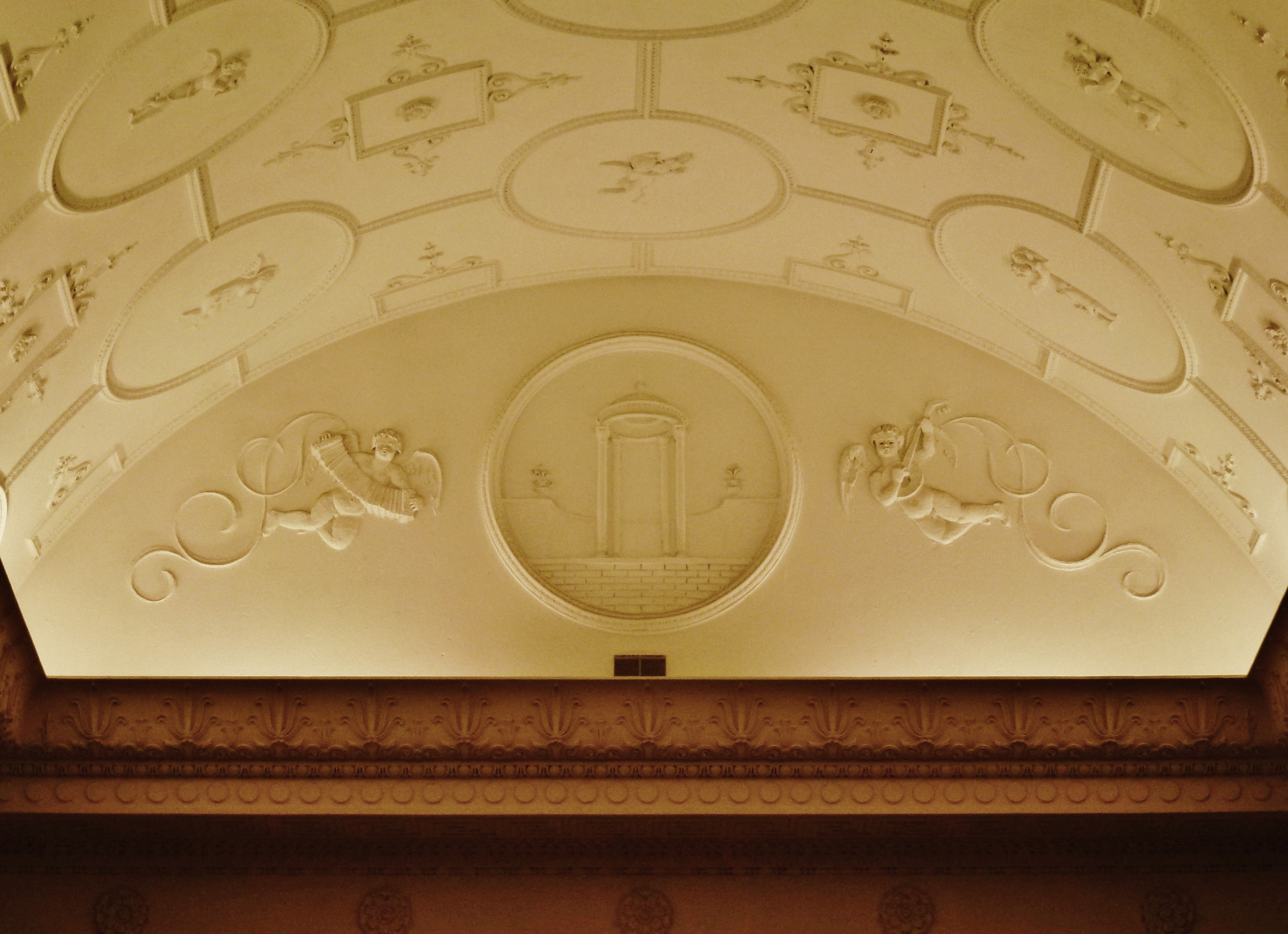
Stuckarbeten i Metropolpalatset utförda av Augusto Conte 1927.

Augusto Mario Conte, född 2 oktober 1878 i Treviso, Italien, död 2 oktober 1935 i Adolf Fredriks församling, Stockholm, var en svensk konstnär och stuckatör.
Conte blev känd genom ett antal stuck- och mosaikarbeten runtom i Sverige. Här kan nämnas Bio-Palatset i Malmö (invigd 1925) där han tillsammans med Einar Forseth stod för den dekorativa utsmyckningen. I ett liknande projekt i Stockholm utförde han stuckarbeten i Metropolpalatset  (invigd 1927) medan Nils Asplund och Jöns Thulin skapade väggmålningarna i pomejiansk stil. Vid uppförandet av Uppståndelsekapellet på Skogskyrkogården anlitades Augusto Conte för bland annat stuck- och dekorationsarbeten samt golvmosaik i kapell, väntrum och bisättningsrum.
På 1920-talet bodde Conte på Solnavägen 119 och sin verkstad hade han vid Birger Jarlsgatan 108. Här utbildade Conte även blivande konstnärer i stuckteknik och freskomålning, bland dem Lennart Pilotti. Efter Contes död drevs företaget vidare. År 1955 utförde firman en stor mosaik intill huvudentrén av posthuset vid Köpmansgatan i Sundsvall. Mosaiken skapades av konstnären Nils Wedel och firman Augusto Conte från Stockholm monterade de 150 000 mosaikbitarna.
I början av 2000-talet lades verksamheten ner; sista adress var Vattenledningsvägen 65 i Hägersten. Företaget var då norra Europoas äldsta stuckfirma. Augusto Conte ligger begravd på Norra begravningsplatsens katolska kyrkogård.